# Caso Milliken v. Bradley
Milliken v. Bradley (1974), foi um importante caso da Suprema Corte dos Estados Unidos lidando com o planejamento transporte de alunos de escolas públicas para desagregação através das linhas distritais entre 53 distritos escolares na região metropolitana de Detroit. Tratava-se dos planos de integração das escolas públicas nos Estados Unidos após a decisão Brown v. Board of Education (1954).